# واندر گرلز
واندر گرلز(به کره ای:원더걸스،به چینی:奇迹女孩)گروه دخترانه کره ای است.یک گروه موسیقی از کره جنوبی است که تحت نظر کمپانی جی وای پی اینترتینمنت با پنج عضو یه اون،هیونا،سونمی،سان یه،سوهی در سال ۲۰۰۷ تشکیل شد. همان سال گروه راترک کرد و یوبین به گروه اضافه شد.
در سال ۲۰۱۰ سانمی گروه را ترک کرد و هه ریم به گروه اضافه شد، ۲۰۱۳ سان یه و ۲۰۱۵ سوهی گروه را ترک کردن ،سانمی بار دیگر به گروه بازگشت و گروه با چهار عضو به فعالیت خود ادامه داد.
این گروه در ژانویه ۲۰۱۷ به طور رسمی منحل شد.